# Pays des Wa
 (signalé en juin 2025).
Si vous disposez d'ouvrages ou d'articles de référence ou si vous connaissez des sites web de qualité traitant du thème abordé ici, merci de compléter l'article en donnant les références utiles à sa vérifiabilité et en les liant à la section « Notes et références ».
- Archive Wikiwix
- Bing
- Cairn
- DuckDuckGo
- E. Universalis
- Gallica
- Google
- G. Books
- G. News
- G. Scholar
- Persée
- Qwant
- (zh) Baidu
- (ru) Yandex
- (wd) trouver des œuvres sur Wikidata

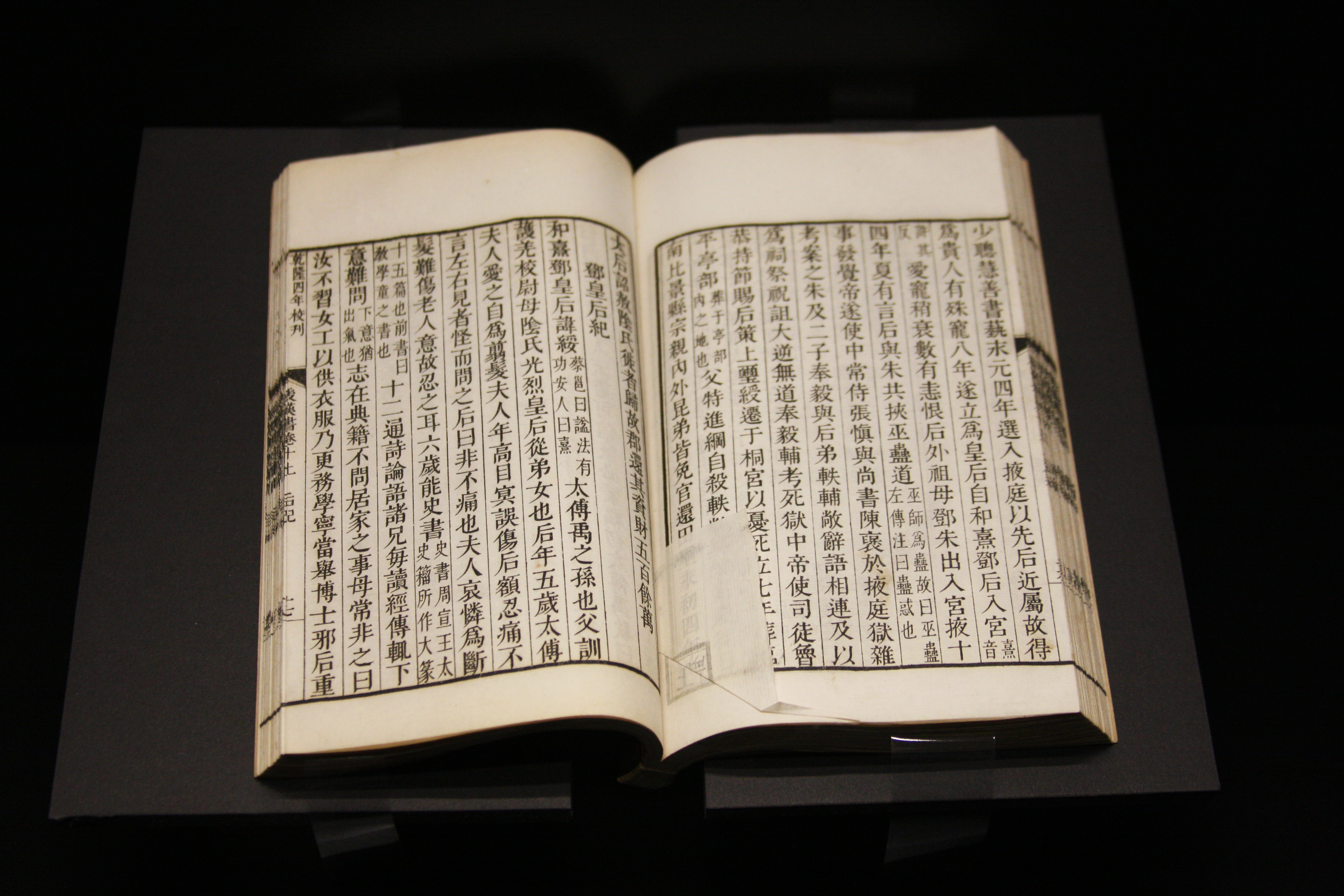
Livre des Han

Les Pays des Wa (倭国, Wakoku?) est la période préhistorique du Japon dans l'Antiquité tardive quand celui-ci était encore divisé en états et en confédérations tribales. Le terme Wakoku fut utilisé par les anciennes dynasties chinoises pour désigner les îles de Kyūshū, de Shikoku et le nord de Honshū. La maison impériale du Japon, qui s'appelait Wa (倭 ou 和) jusque dans la seconde partie du VIIe siècle changea de nom en Yamato (大和) mais la relation avec les États des Wa est incertaine selon le Livre des Han.

## Histoire

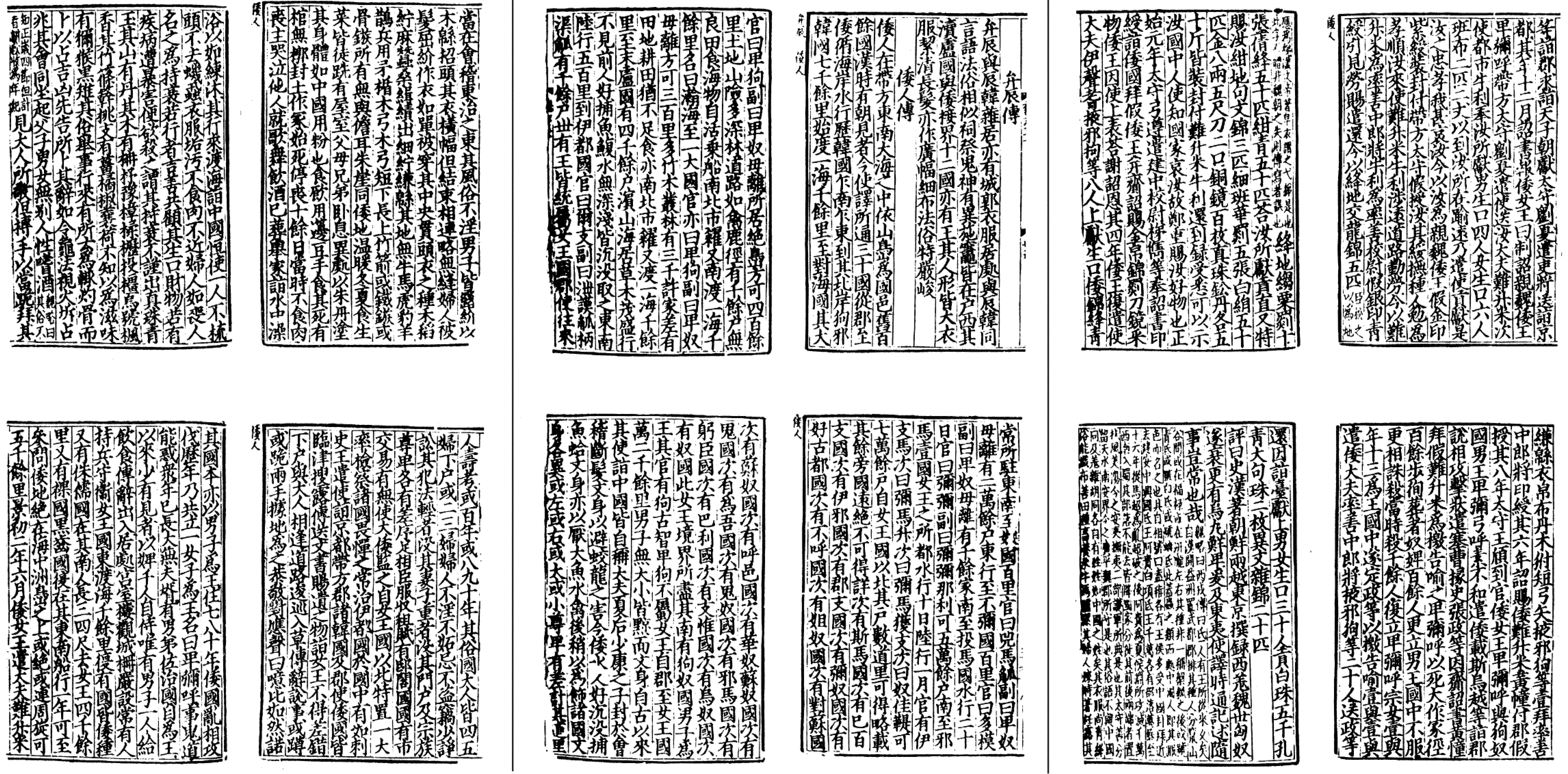
Le Ghishiwajinden ─ texte de Wei Zhi

Les populations proto-japonaises ont été appelé Wajin (和人) vers 150 avant J.-C. par les érudits chinois et coréens qui signifie en chinois « personnes naines ». Ces proto-japonais issus d'un brassage génétique des peuples Jomon et Yayoi, étaient divisés en diverses tribus chacune d'entre elles formant des états indépendants ou des confédérations tribales. Ces états proto-japonais se sont inspirés du fonctionnement politique des anciens états chinois et coréens et ont commencé à assimiler la culture sino-bouddhique du IVe siècle au VIIe siècle.
L'appellation Wakoku renvoie à trois significations ; ce qui serait l'actuel Japon occidental et le bassin de Nara mais dans ce cas, fait référence à de petits royaumes indépendants dans l'ouest du Japon (de la période Kofun à Yayoi) ou encore l'ensemble de ces proto-états qui fusionnèrent pour former le royaume de Wa (倭国, Wakoku?). Le Livre des Han et les textes de Wei Zhi (魏志倭人伝, ぎしわじんでん, Ghishiwajinden?) mentionnent sept pays puissants vers la fin de la période Yayoi dans le sud-ouest du Japon :
- Le Wakoku (倭/和国) est ancien royaume qui absorba les autres états wa pour former le Wakoku, le Yamato, puis le Japon.
- Le Nakoku (奴和, なこく) est un ancien royaume wa qui exista du Ier siècle au IIIe siècle dans l'actuelle préfecture de Fukuoka.
- Le Fumikoku (不弥国, ふみこく）est un ancien royaume wa qui exista du Ier siècle au IIIe siècle dans l'actuelle préfecture de Fukuoka.
- Le Toumakoku (投馬国, とうまこく) est un ancien royaume wa qui exista jusqu'au début du IIIe siècle dans l'archipel japonais(où?).
- Le Itokoku (伊都国, いとこく) est un ancien royaume wa qui exista jusqu'au IIIe siècle dans l'actuelle préfecture de Fukuoka.
- Le Yamataikoku (邪馬台国, やまたいこく/やまとのくに) est un ancien état wa dirigé par une reine souveraine qui se trouvait peut-être dans l'ancienne province de Yamato.

La période Yamato (大和時代,, Yamato jidai) désigne une partie de l'histoire du Japon où une structure politique et sociale avec un souverain à sa tête se met en place dans la province de Yamato puis sur l'ensemble de l'archipel japonais ayant comme capitale Nara (奈良市,, Nara-shi). Le premier empereur du "Japon" qui l'unifia ayant une vie réelle serait l'empereur Ōjin (r. 270-310). Voir Empereur du Japon
Vers 538 ou 552, le roi de l'état coréen de Baekje aurait fait porter à son homologue japonais une statue de Bouddha en bronze doré. Cette date marque l'introduction symbolique du bouddhisme mahayana au Japon. Le roi du Baekje cherchait, par ce don, à former une alliance contre le royaume coréen de Silla qui n'aboutit pas car les japonais étaient encore attachés à leur religion traditionnelle : le shintoïsme.